# FK Tsjepinets Velingrad
FK Tsjepinets Velingrad (Bulgaars: Футболен клуб Чепинец) is een Bulgaarse voetbalclub uit de stad Velingrad, opgericht in 1926. In 2017 degradeerde de club uit de Treta Liga. 